# Thymelaea passerina
Thymelaea passerina é uma espécie de planta com flor pertencente à família Thymelaeaceae. 
A autoridade científica da espécie é (L.) Coss. & Germ., tendo sido publicada em Synopsis Analytique de la Flore de Environs de Paris (ed. 2) 360. 1859.

## Portugal
Trata-se de uma espécie presente no território português, nomeadamente em Portugal Continental.
Em termos de naturalidade é nativa da região atrás indicada.

## Protecção
Não se encontra protegida por legislação portuguesa ou da Comunidade Europeia.